# خشتریته
خشتریته (Xšathrita) (کشاتریتی، خشثریتا و صورت‌های مشابه بسیار دیگر) نام یکی از پادشاهان سلسله ماد، از سلسله‌های پادشاهی ایران باستان است. ایگور دیاکونوف خشتریته را همان فرورتیش می‌داند. به دنبال حمله مجدد آشور به اراضی ماد، خشتریته برای پایان دادن به حملات آشور با ماننا و کیمریان پیمان دوستی بست و عملاً با آشور وارد جنگ شد. خشتریته در سال ۶۲۵ پ.م. درگذشت.

## مقبره قیزقاپان
گورهای صخره‌ای «دکان داوود» در جادهٔ اکباتان به بابل موسوم به قیزقاپان و کورخ‌وکیچ در درّهٔ شهر زور در کنار دهکدهٔ «سورداش» در نزدیکی سلیمانیه جای دارد. هر دو مقبره مسلماً متعلق به شاهان ماد است ولی هر دو در سرزمین سابق امپراتوری آشور قرار دارند و در نتیجه نباید پیش از سال ۶۱۲ پ.م. ساخته شده باشند. حدس زده می‌شود که قیزقاپان قبر هوخشتره و دکان داوود قبر ایشتوویگو باشد.
قیزقاپان مانند مقبرهٔ صحنه، تقلیدی است از یک خانه با سقف بزرگ پیش آمده. ستون‌ها به جرزهای ستون‌نما تبدیل یافته و سقف تقلید از پوششی است که از تنهٔ درختان تعبیه شده باشد. در فاصلهٔ ستون‌ها نقوش برجستهٔ مظاهر خدایان دیده می‌شود. بدین قرار:
| صفحهٔ مدوری با هیکلی چهار بال، و صفحهٔ مدور دیگری که هیکل آدمی بر آن منقوش است و هلالی زیر آن دیده می‌شود و صفحهٔ مدور دیگری که ستاره‌ای بر آن نقش است. مضهر اخیر در شرق باستان علی‌الرسم خاص ایشتار می‌باشد ولی اینها شاید مظهر آناهیتا باشد. دوتای دیگر به معنی خورشید و ماه یا به عقیدهٔ هرتسفلد اهوارامزدا و میترا می‌باشند. بالای سر تصویر برجسته صحنه‌ای از نیایش در مقابل آتشگاه است. کاهن سمت چپ ایستاده و لباس مخصوص مغان را به تن دارد. روی ملبوس معمولی ماد شرقی جُبّه مانندی که آستین‌های خالی‌اش آویزان است، پوشیده‌است. باشلق مانند بر سر و پارچه یا نواری بر صورت دارد. لباس شاه که سمت راست ایستاده مانند لباس مغ واضح نیست. او هم صورت را بسته‌است. هر دو نفر کمان که مظهر پیروزی است بدست دارند. |

## منابع میخی آشور راجع به ماد

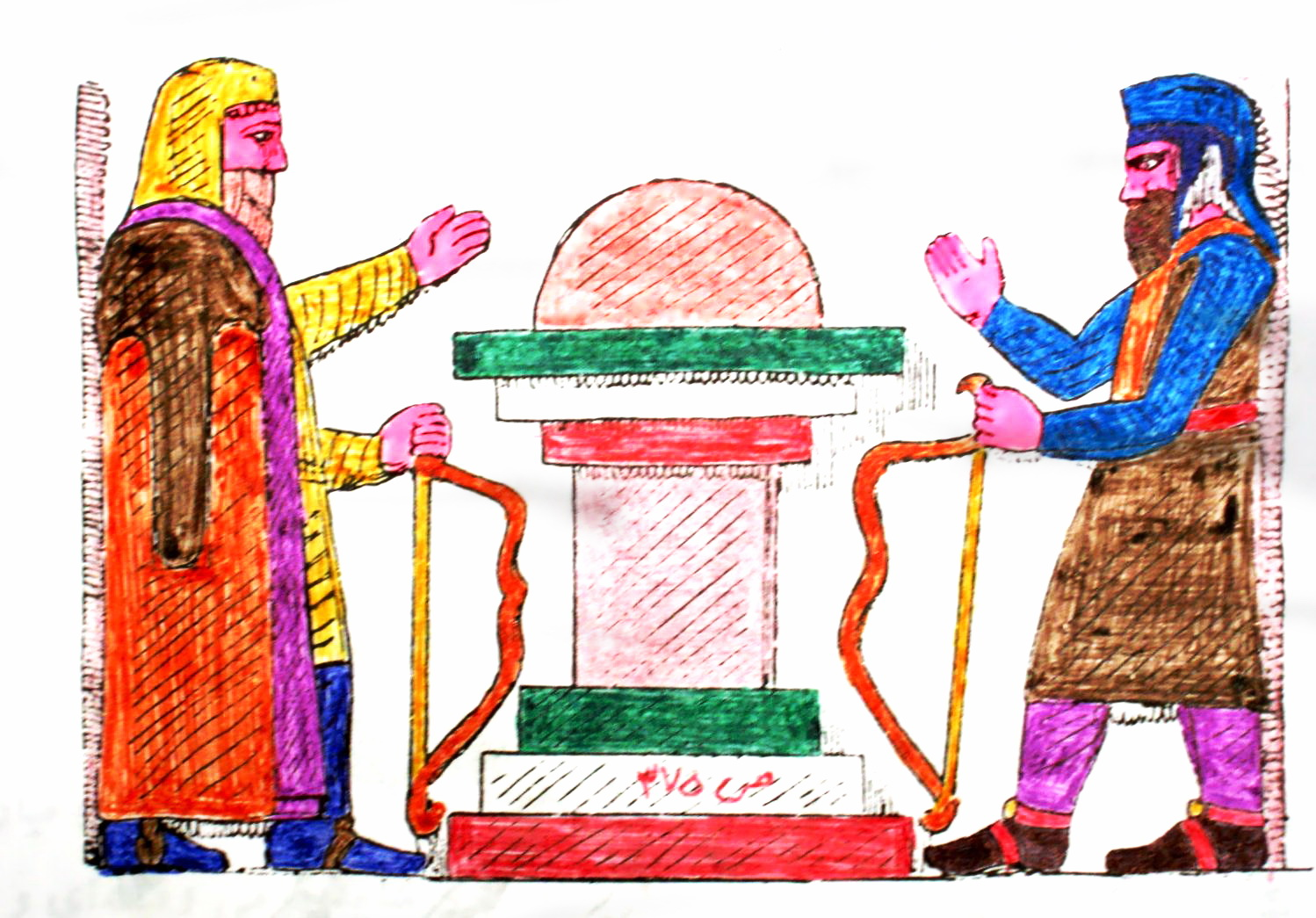
گرته‌ای از نقش برجسته قیزقاپان

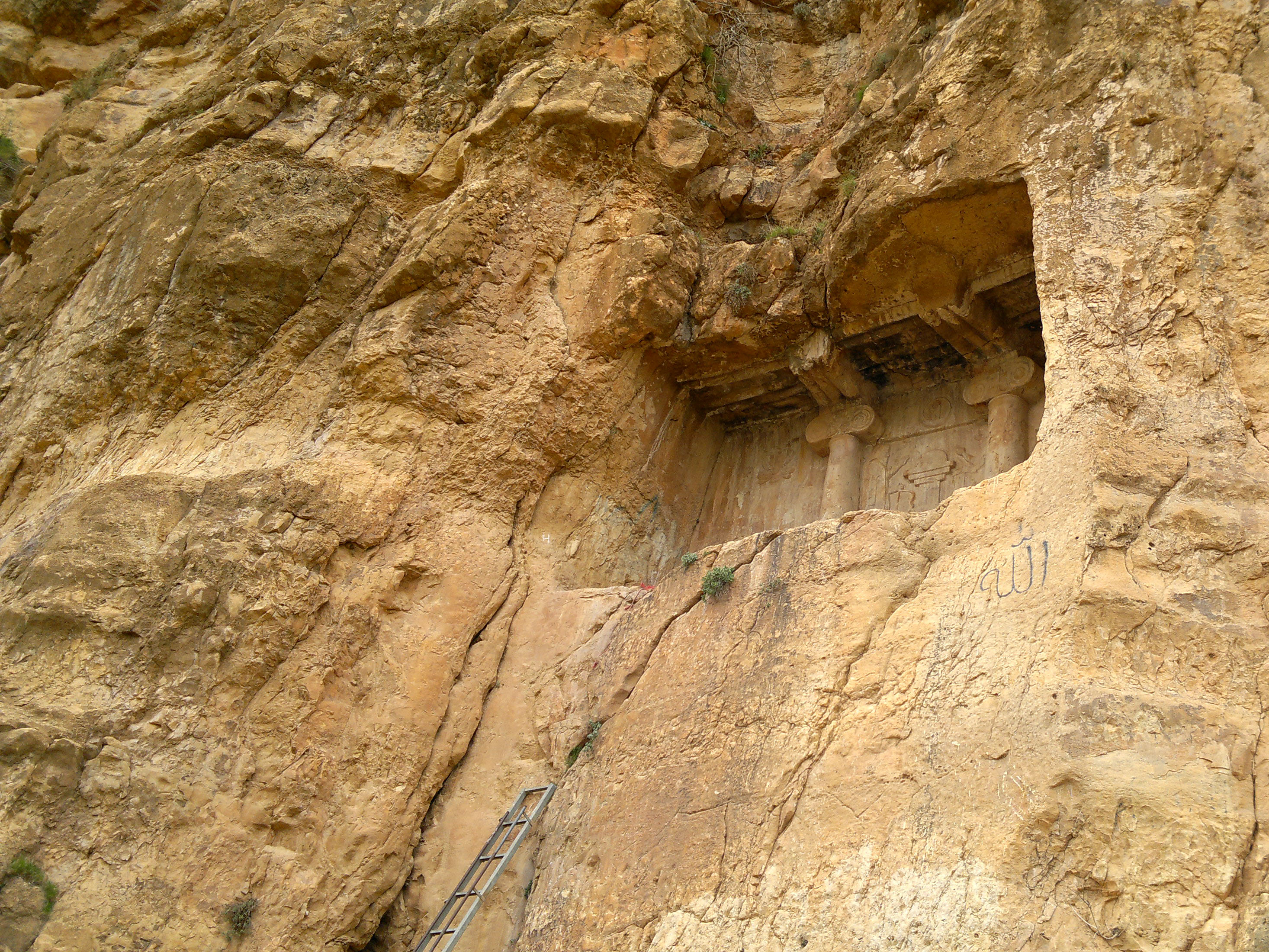
مقبره قیزقاپان

##### مذاکره با خشتریته

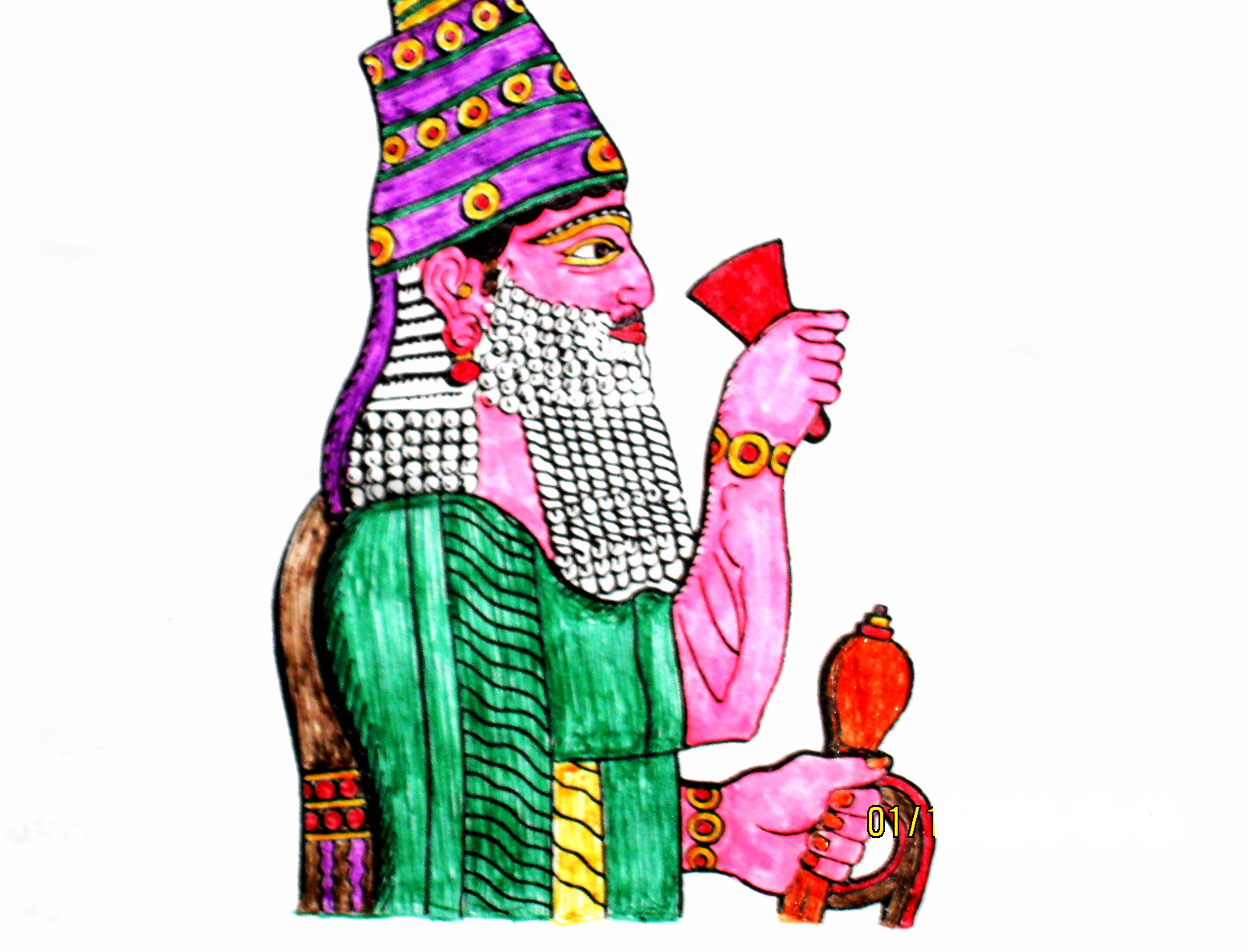
اسرحدون پادشاه قدرتمند آشور

## تأسیس پادشاهی مستقل ماد

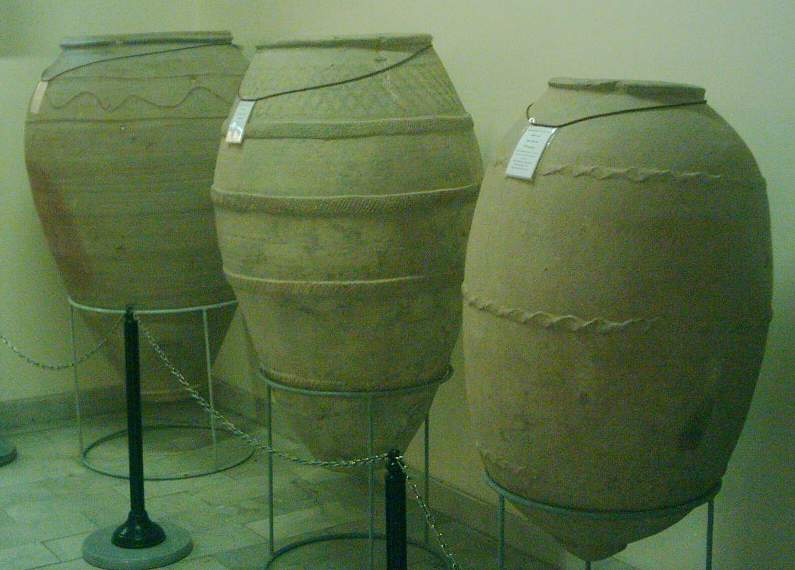
کندوهای ذخیرهٔ ارزاق محل کشف هگمتانه پایتخت مادها